# 即興曲
即興曲（そっきょうきょく）は、自由な形式で書かれた性格的小品の一種。フランス語のままアンプロンプチュ（またはアンプロンプテュ、仏: Impromptu）と表記される場合もある。即興的な要素はあるが、即興的に作られたわけではなく、また即興演奏そのものでもない（なお、即興風の音楽という発想自体は決して19世紀固有のものではなく、それ以前には「トッカータ」や「カプリッチョ（奇想曲）」など様々な名称で呼ばれた）。
語源はラテン語で「準備不足」や「即座に何かに対応できる状態」を意味する "in prōmptū" であり、「即座に音楽を興す」という意味合いで「即興曲」と訳された。
"Impromptu" という単語は、18世紀以前には即興詩（あるいは劇の幕間の出し物）を意味したが、曲のタイトルとして "Impromptu" の名が初めて登場するのは、チェコの作曲家ヤン・ヴァーツラフ・ヴォジーシェクが1821年に出版した『6つの即興曲 作品7』である（ただし、これはヴォジーシェク自身が命名したものではなく、出版社によって提案されたものだという説が有力である）。

## 主な作品
- ヨハン・ネポムク・フンメル…全1曲。
  - 即興曲 ハ長調 S. 205（1836年頃）
- ヤン・ヴァーツラフ・ヴォジーシェク…全1曲。
  - 6つの即興曲 作品7（作曲年不詳、1821年出版）
- フランツ・シューベルト…全8曲。
  - 4つの即興曲 作品90, D 899（1827年）
  - 4つの即興曲 作品142, D 935（1827年）
- フレデリック・ショパン…全4曲。
  - 即興曲第1番 変イ長調 作品29（1837年）
  - 即興曲第2番 嬰ヘ長調 作品36（1839年）
  - 即興曲第3番 変ト長調 作品51（1842年）
  - 即興曲第4番 嬰ハ短調 作品66『幻想即興曲』（1834～35年）
- ロベルト・シューマン…全1曲。
  - クララ・ヴィークの主題による即興曲 ハ長調 作品5（1833年）
- フランツ・リスト…全2曲。
  - 即興曲（夜想曲）嬰ヘ長調 S. 191（1872年）
  - 即興円舞曲 変イ長調 S. 213（1842～52年）
- ベドルジハ・スメタナ…全11曲。
  - 即興曲 変ホ長調 JB 1:4, B. 22, T. 6（1841年）
  - 即興曲 ロ短調 JB 1:5, B. 23, T. 7（1841年）
  - 即興曲 変イ長調 JB 1:6, B. 24, T. 11（1842年）
  - バガテルと即興曲 JB 1:19, B. 40, T. 27（全8曲、1844年）
- ツェーザリ・キュイ…全3曲。
  - 3つの即興曲 作品35（1886年）
- カミーユ・サン＝サーンス…全7曲。
  - 7つの即興曲 作品150, R. 100（1916～17年）
- ジョルジュ・ビゼー…全1曲。
  - 『子供の遊び』作品22, GB 142より第2曲「こま（即興曲）」（1871年）
- ピョートル・チャイコフスキー…全3曲。
  - 即興曲＝カプリス ト長調 TH 144（1884年）
  - 即興曲 変イ長調 TH 147（1889年）
  - 即興曲『抒情的な時』変イ長調 TH 149（1892～93年）
- エマニュエル・シャブリエ…全1曲。
  - 即興曲 ハ長調（1860年頃）
- ガブリエル・フォーレ…全6曲。
  - 即興曲第1番 変ホ長調 作品25（1881年）
  - 即興曲第2番 ヘ短調 作品31（1883年）
  - 即興曲第3番 変イ長調 作品34（1883年）
  - 即興曲第4番 変ニ長調 作品91（1905年）
  - 即興曲第5番 嬰ヘ短調 作品102（1909年）
  - 即興曲第6番 変ニ長調 作品86bis（ハープのための即興曲 変ニ長調 作品86）（1904年）
- ジャン・シベリウス…全10曲。
  - 6つの即興曲 作品5（1890～93年）
  - 即興曲『誰が星を導いたのか』作品19（1902年）
  - 即興曲 ト短調 作品24-1（1894～1903年）
  - 即興曲 イ短調 作品78-1（1915～19年）
  - 即興曲 ハ長調 作品99-4（1922年）
- アルベール・ルーセル…全1曲。
  - 即興曲 作品21, L. 23（1919年）
- アレクサンドル・スクリャービン…全9曲。
  - マズルカ風即興曲 ハ長調 作品2-3（1889年）
  - 2つのマズルカ風即興曲 作品7（1892年）
  - 2つの即興曲 作品10（1894年）
  - 2つの即興曲 作品12（1895年）
  - 2つの即興曲 作品14（1895年）
- マックス・レーガー…全8曲。
  - 8つの即興曲 作品18（1896年）
- エルマンノ・ヴォルフ＝フェラーリ…全3曲。
  - 3つの即興曲 作品13（1904年）
- アレクサンドル・ゲディケ…全6曲。
  - 管弦楽のための6つの即興曲『戦時中に』作品26（1915年）
- バルトーク・ベーラ…全8曲。
  - ハンガリー農民の歌による即興曲 作品20, Sz. 74, BB. 83（全8曲、1920年）
- ジャック・イベール…全1曲。
  - 即興曲（1951年）
- ダリウス・ミヨー全1曲。
  - 即興曲 作品91（1926年）
- ジョージ・ガーシュウィン…全1曲。
  - 2つの調のための即興曲（1929年）
- フランシス・プーランク…全20曲。
  - 5つの即興曲 FP 21（1920～21年）
  - 10の即興曲 FP 63（1932～34年）
  - 2つの即興曲 FP 113（1941年）
  - 2つの即興曲 FP 170（1958年）
  - 即興曲第15番 ハ短調『エディット・ピアフを讃えて』FP 176（1959年）
- ロベール・カサドシュ…全1曲。
  - 即興曲 作品67-4（1967年）
- ウィリアム・ウォルトン…全1曲。
  - ブリテンの即興曲による即興曲（1969年）
- ニコライ・カプースチン…全4曲。
  - 3つの即興曲 作品66（1991年）
  - 即興曲 作品83（1997年）